# BMW 600
El BMW 600 es un microcoche de cuatro plazas producido por BMW desde mediados de 1957 hasta noviembre de 1959. Basado en el ISO Isetta. No fue un éxito en las ventas, pero comenzó el proceso de diseño para su sucesor de más éxito, el BMW 700.

## Concepto, diseño e ingeniería
BMW necesitaba ampliar su gama de modelos, pero no tenían los recursos para desarrollar un coche completamente nuevo con un motor totalmente nuevo. Por lo tanto, utiliza el Isetta como punto de inicio para un nuevo período de un coche de cuatro plazas económico.
Como resultado, el 600 utiliza la suspensión delantera y la puerta delantera del Isetta. La necesidad de llevar a cuatro personas, una suspensión trasera diferente, y un motor más grande, requería un chasis más largo. Se diseñó un nuevo bastidor perimetral, con caja de largueros y travesaños de sección recta del tubo. La suspensión trasera semiindependiente, era un diseño de brazo de arrastre y fue la primera vez que BMW utilizó este sistema. El chasis tenía una distancia entre ejes de 1700 mm una vía delantera de 1220 mm y una vía trasera de 1160 mm.

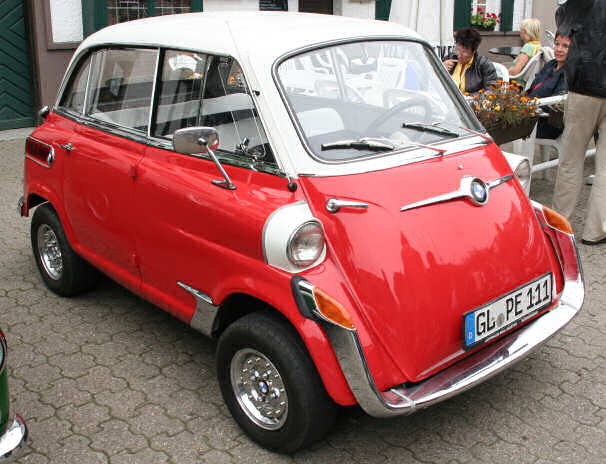
frontal del BMW 600

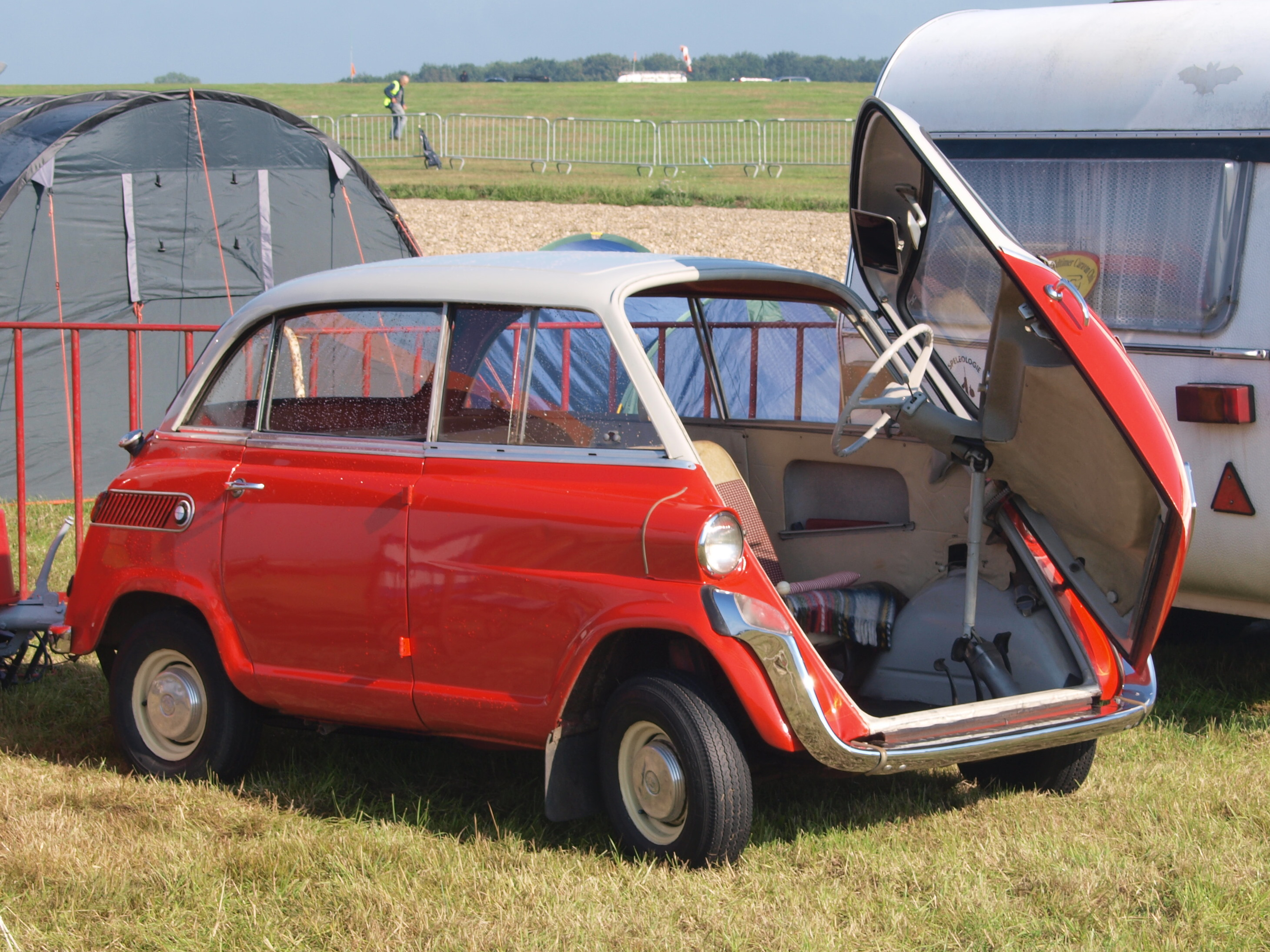
Vista 3/4 derecha, con la puerta delantera abierta y la puerta lateral a la vista

El 600 estaba propulsado por el motor bóxer bicilíndrico de la combinación de motocicleta y sidecar BMW R51/3|R67. Este motor, que entregaba 19,5 CV (1.25 kW) a 4.500 revoluciones por minuto, estaba montado detrás de las ruedas traseras. La caja de cambios manual de cuatro velocidades era estándar, mientras que la transmisión era semiautomática Saxomat. El 600 alcanzaba una velocidad máxima de aproximadamente 100 km/h.
El acceso a los asientos traseros se realizaba mediante una puerta convencional en el lado derecho del vehículo. Los coches para el mercado estadounidense estaban equipados con faros delanteros sellados más grandes y parachoques de gran tamaño.

## En Argentina
La firma Metalmecánica SAIC, bajo la marca De Carlo, ensambló el BMW 600 bajo licencia de BMW en Argentina. Vieron la luz 1413 unidades de la versión de aquel país.